# 大仙市
大仙市（だいせんし）は、秋田県南東部に位置する市。全国花火競技大会（大曲の花火）の開催地であり、花火のまちとして知られている。

## 概要
2005年（平成17年）3月22日に、大曲仙北地域の8市町村が合併し誕生した市である。秋田県内では秋田市、横手市についで第3位の人口規模を擁している。
秋田県内の中央部に広がる出羽山地から、国内有数の穀倉地帯である横手盆地北部の仙北平野、さらに奥羽山脈の真昼山地までの広範囲にわたって位置する。そのため、1つの市ではあるが8つの地域ごとに多種さまざまな文化や自然を見せる。
そのうち、大曲地域は市の中心部で大仙市役所の本庁が置かれている。国や秋田県の各行政出先機関も大曲地域に集中して公共施設が存在する。
その他の地域には農業地帯と自然が広がる。仙北平野には区画整備された広い穀倉地帯がある。市の東部には和賀山塊南端の原生自然、市の西部には出羽山地のなだらかな丘陵と森がそれぞれ広がる。
なお、市の名前である「大仙」の由来は、大曲市と仙北郡のそれぞれの頭文字である「大」と「仙」をとったものである（「日本の合成地名一覧#地名の一部を組み合わせた合成地名」の記事参照）。この名称は、公募・選考され、大曲仙北合併協議会の臨時協議会で決定された。

## 地理

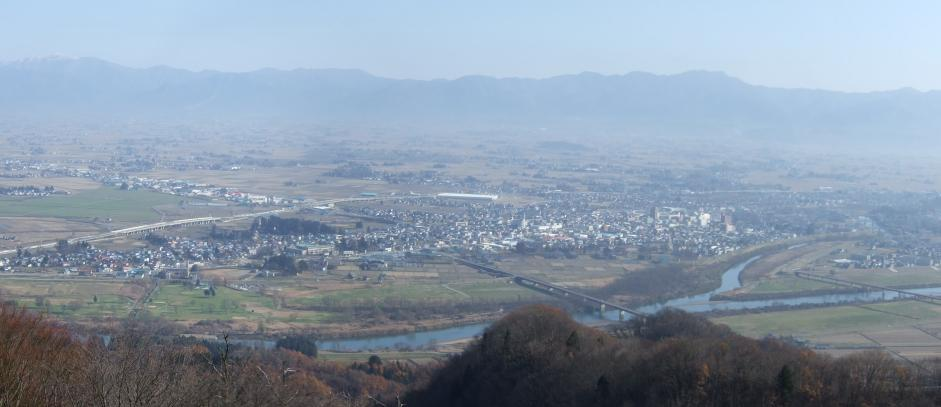
大仙市中心部

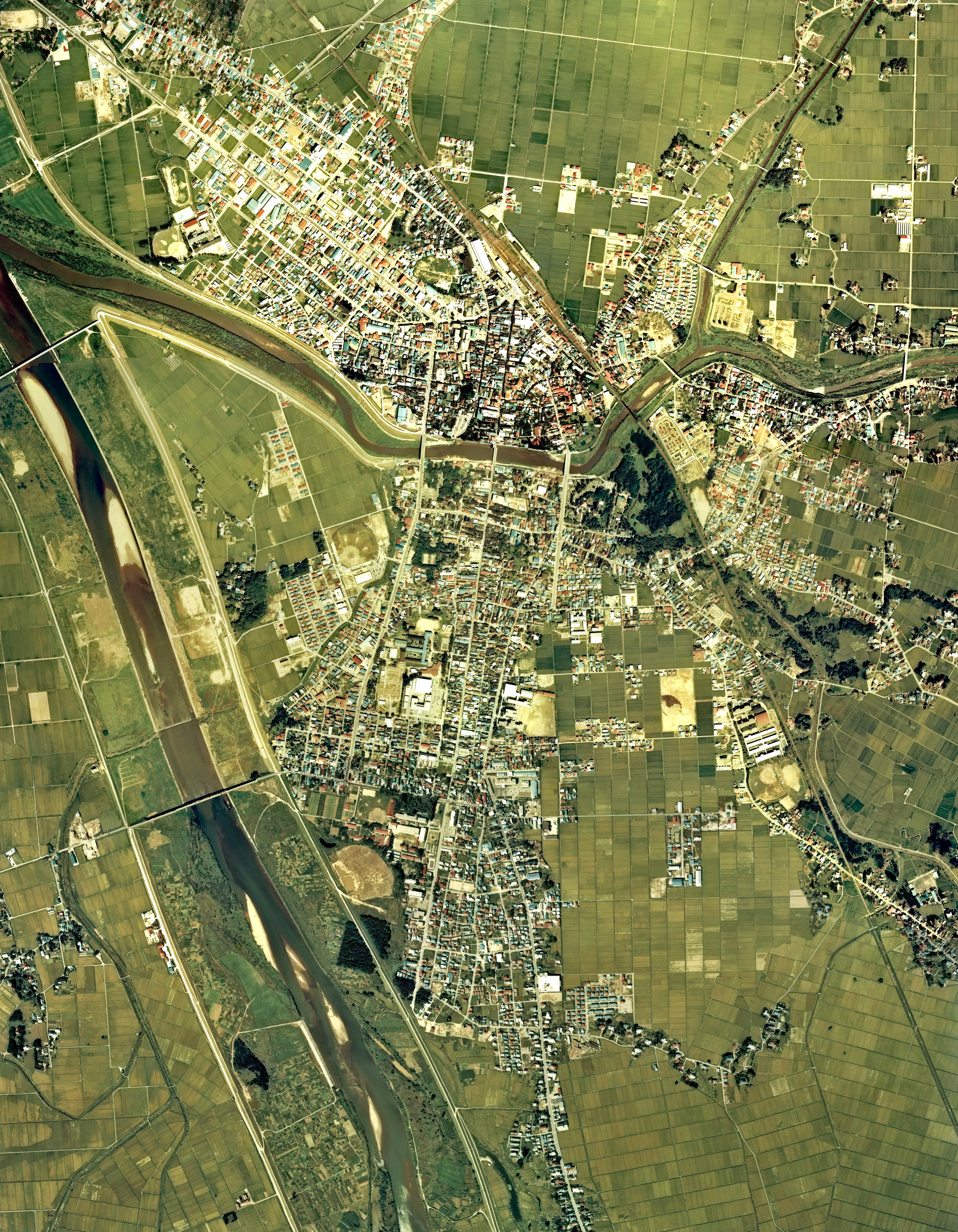
大仙市中心部の大曲地区周辺の空中写真。1976年撮影の9枚を合成作成。
。

大仙市は、東を奥羽山脈真昼山地、西を県中央部に広がる出羽山地、南を雄物川と横手川に挟まれた角間川町、北を大石岳山頂から少し南下した付近を境界とする。市西部の出羽山地の山々と市東部の奥羽山脈が、横手盆地北部の仙北平野を囲んでいる。

### 地形
市の南部から北西部へと一級河川の雄物川が流れる。また、雄物川の支流で一級河川の玉川は、市の北部から中央部まで流れ、神宮寺地区の神宮寺岳付近で合流する。
市中央部および東部の平野では、真昼山地を水源とする斉内川や川口川、丸子川などの河川が流れ、斉内川は長野地区で玉川へ、川口川は堀見内地区で丸子川に合流した後、雄物川へ、それぞれ合流する。
市南部の角間川地区では、横手市から流れる横手川が雄物川と合流。楢岡川は南外地域を流れ、同地域南楢岡付近で雄物川と合流する。
市北西部の丘陵地帯では、心像川や土買川などが土川地区を流れ、刈和野地区で雄物川と合流。荒川は協和上淀川地区で淀川に合流し、秋田市雄和との境界で雄物川と合流する。
大仙市内の最高峰は、大仙市東部の太田地域にある小杉山（1,229m）であるが、この周辺は真昼山地・和賀山塊の一部であり、同時に真木真昼県立自然公園に指定されている。小杉山の他に薬師岳や白岩岳などの標高の高い山々が連なり、また、真木渓谷などの渓谷が形成されている。これに対して、市西部は出羽山地のなだらかな丘陵が広がっている。
大仙市中心部の大曲・神岡・南外地域にまたがり、大平山（姫神山）がある。
- 山: 大平山（姫神山）、小滝山、白岩岳、小杉山、薬師岳、甲山、風鞍、権現山、黒沢大台山、大石岳など
- 河川: 雄物川、横手川、丸子川、窪堰川、川口川、矢島川、田沢疏水、玉川、斉内川、楢岡川、土買川、心像川、淀川、荒川など
- 湖沼: 南外ダム、協和ダムなど

### 合併後の地名
構成8地域の中で協和地域、西仙北地域、南外地域の3地域が合併前より「過疎地域」に指定されており、合併後は大仙市全域が過疎地域（過疎とみなされる市町村）の指定となっている。
地名変更は以下のとおり。
- 大曲市--大曲地域で住居表示されていた区域は「大仙市大曲○○町」（一部を除く）、それ以外は「大仙市」
- 仙北郡神岡町--大仙市
- 仙北郡西仙北町--大仙市
- 仙北郡中仙町--大仙市
- 仙北郡協和町--大仙市協和
- 仙北郡南外村--大仙市南外
- 仙北郡仙北町--大仙市
- 仙北郡太田町（おおたまち）--大仙市太田町（おおたちょう）

## 気候
寒暖の差が大きく気温の年較差、日較差が大きい顕著な大陸性気候である。市全域が豪雪地帯であり、旧協和町は特別豪雪地帯に指定されている。
冬季は、近年でも-15℃を下回る気温が観測され、2018年2月2日に-16.0℃、2018年2月21日に-15.1℃、2018年2月22日に-15.1℃、2018年2月23日に-16.4℃、2021年1月6日に-15.8℃を観測している。
| 大曲（1991年 - 2020年）の気候      | 大曲（1991年 - 2020年）の気候 | 大曲（1991年 - 2020年）の気候 | 大曲（1991年 - 2020年）の気候 | 大曲（1991年 - 2020年）の気候 | 大曲（1991年 - 2020年）の気候 | 大曲（1991年 - 2020年）の気候 | 大曲（1991年 - 2020年）の気候 | 大曲（1991年 - 2020年）の気候 | 大曲（1991年 - 2020年）の気候 | 大曲（1991年 - 2020年）の気候 | 大曲（1991年 - 2020年）の気候 | 大曲（1991年 - 2020年）の気候 | 大曲（1991年 - 2020年）の気候 |
| 月                                 | 1月                           | 2月                           | 3月                           | 4月                           | 5月                           | 6月                           | 7月                           | 8月                           | 9月                           | 10月                          | 11月                          | 12月                          | 年                            |
| ---------------------------------- | ----------------------------- | ----------------------------- | ----------------------------- | ----------------------------- | ----------------------------- | ----------------------------- | ----------------------------- | ----------------------------- | ----------------------------- | ----------------------------- | ----------------------------- | ----------------------------- | ----------------------------- |
| 最高気温記録 °C （°F）             | 10.2 (50.4)                   | 19.6 (67.3)                   | 23.3 (73.9)                   | 31.2 (88.2)                   | 32.9 (91.2)                   | 34.3 (93.7)                   | 37.6 (99.7)                   | 37.3 (99.1)                   | 35.7 (96.3)                   | 31.3 (88.3)                   | 24.4 (75.9)                   | 17.6 (63.7)                   | 37.6 (99.7)                   |
| 平均最高気温 °C （°F）             | 1.4 (34.5)                    | 2.5 (36.5)                    | 6.7 (44.1)                    | 14.5 (58.1)                   | 20.7 (69.3)                   | 24.7 (76.5)                   | 27.7 (81.9)                   | 29.4 (84.9)                   | 25.3 (77.5)                   | 18.7 (65.7)                   | 11.2 (52.2)                   | 4.0 (39.2)                    | 15.6 (60.1)                   |
| 日平均気温 °C （°F）               | −1.6 (29.1)                   | −1.1 (30)                     | 2.2 (36)                      | 8.7 (47.7)                    | 14.9 (58.8)                   | 19.6 (67.3)                   | 23.2 (73.8)                   | 24.3 (75.7)                   | 19.9 (67.8)                   | 13.1 (55.6)                   | 6.5 (43.7)                    | 0.8 (33.4)                    | 10.9 (51.6)                   |
| 平均最低気温 °C （°F）             | −5.1 (22.8)                   | −4.8 (23.4)                   | −2.1 (28.2)                   | 3.3 (37.9)                    | 9.8 (49.6)                    | 15.4 (59.7)                   | 19.6 (67.3)                   | 20.3 (68.5)                   | 15.6 (60.1)                   | 8.3 (46.9)                    | 2.3 (36.1)                    | −2.2 (28)                     | 6.7 (44.1)                    |
| 最低気温記録 °C （°F）             | −16.8 (1.8)                   | −17.6 (0.3)                   | −12.9 (8.8)                   | −9.6 (14.7)                   | −0.5 (31.1)                   | 6.2 (43.2)                    | 11.7 (53.1)                   | 11.3 (52.3)                   | 3.7 (38.7)                    | −1.3 (29.7)                   | −9.4 (15.1)                   | −16.2 (2.8)                   | −17.6 (0.3)                   |
| 降水量 mm （inch）                 | 150.7 (5.933)                 | 111.0 (4.37)                  | 105.9 (4.169)                 | 99.3 (3.909)                  | 113.8 (4.48)                  | 128.8 (5.071)                 | 212.1 (8.35)                  | 212.4 (8.362)                 | 166.4 (6.551)                 | 158.6 (6.244)                 | 183.6 (7.228)                 | 175.3 (6.902)                 | 1,819.4 (71.63)               |
| 平均降水日数 （≥1.0 mm）           | 22.7                          | 19.3                          | 16.8                          | 13.3                          | 12.1                          | 11.1                          | 13.4                          | 12.5                          | 13.3                          | 15.4                          | 19.3                          | 22.8                          | 192.0                         |
| 平均月間日照時間                   | 34.0                          | 56.7                          | 107.3                         | 160.3                         | 190.1                         | 174.8                         | 148.6                         | 182.5                         | 146.5                         | 129.2                         | 84.8                          | 41.5                          | 1,460.9                       |
| 出典1：Japan Meteorological Agency |                               |                               |                               |                               |                               |                               |                               |                               |                               |                               |                               |                               |                               |
| 出典2：気象庁                      |                               |                               |                               |                               |                               |                               |                               |                               |                               |                               |                               |                               |                               |

## 歴史
合併以前のそれぞれの市町村のページも参照

### 沿革
- 2005年（平成17年）3月22日 - 大曲市と仙北郡6町1村（神岡町・西仙北町・中仙町・協和町・南外村・仙北町・太田町）が合併し発足。
- 2017年（平成29年）
  - 4月25日 - 第16回国際花火シンポジウムが開催される[2]。
  - 7月 - 集中豪雨により間倉地区以西の雄物川が氾濫。家屋や田畑が浸水し、激甚災害に指定される[3][4]。
- 2018年（平成30年）8月5日 - 花火伝統文化資料館「はなび・アム」が開館。
- 2022年（令和4年）10月29日 - 合併後初の種苗交換会が開催される[5]。

## 行政

### 市政

#### 市長
| 代         | 期         | 氏名     | 就任                      | 退任                      | 備考                                         |
| ---------- | ---------- | -------- | ------------------------- | ------------------------- | -------------------------------------------- |
| 職務代行者 | 職務代行者 | 今野正彬 | 2005年（平成17年）3月22日 | 2005年（平成17年）4月17日 | 旧神岡町長                                   |
| 1          | 1          | 栗林次美 | 2005年（平成17年）4月18日 | 2017年（平成29年）3月6日  | 元秋田県議会議員・旧大曲市長 3期目途中で辞職 |
| 1          | 2          | 栗林次美 | 2005年（平成17年）4月18日 | 2017年（平成29年）3月6日  | 元秋田県議会議員・旧大曲市長 3期目途中で辞職 |
| 1          | 3          | 栗林次美 | 2005年（平成17年）4月18日 | 2017年（平成29年）3月6日  | 元秋田県議会議員・旧大曲市長 3期目途中で辞職 |
| 職務代行者 | 職務代行者 | 久米正雄 | 2017年（平成29年）3月6日  | 2017年（平成29年）4月9日  | 副市長                                       |
| 2          | 4          | 老松博行 | 2017年（平成29年）4月9日  | 現職                      | 元副市長                                     |
| 2          | 5          | 老松博行 | 2017年（平成29年）4月9日  | 現職                      | 元副市長                                     |

- 初代市長選挙で旧大曲市長の栗林が初当選する。また、落選した次点の旧大曲市の元助役が選挙違反で摘発される[7]。それに関わった市議会議員（特例在任）も数名起訴された（それぞれ辞職）。これにより、在任特例の市議が一番多くなったのは同じ日に合併して誕生した由利本荘市となる。

#### 市章
大仙市の市旗などに使用されているシンボルマークは「Daisen」のDをデザイン化したもの。

#### 市のイメージ
「おおきなせなかに 夢を乗せ 未来に羽ばたく元気なまち」
これは大曲仙北合併協議会にて新市建設計画をまとめた際に、そのイメージ・目標としたもの。第13回大曲仙北合併協議会で正式決定。なお「おおきなせなかに」は、全合併市町村の頭文字をとったものである。

#### 市役所および支所
大仙市の市役所および支所は以下の通りである。大曲地域を除く市内7つの地域自治区があり、それぞれの地域に支所を設置している。
- 大仙市役所：大仙市大曲花園町1-1

（大曲地域所管）
- 神岡支所（神岡地域所管）
- 西仙北支所（西仙北地域所管）
- 中仙支所（中仙地域所管）
- 協和支所（協和地域所管）
- 南外支所（南外地域所管）
- 仙北支所（仙北地域所管）
- 太田支所（太田地域所管）

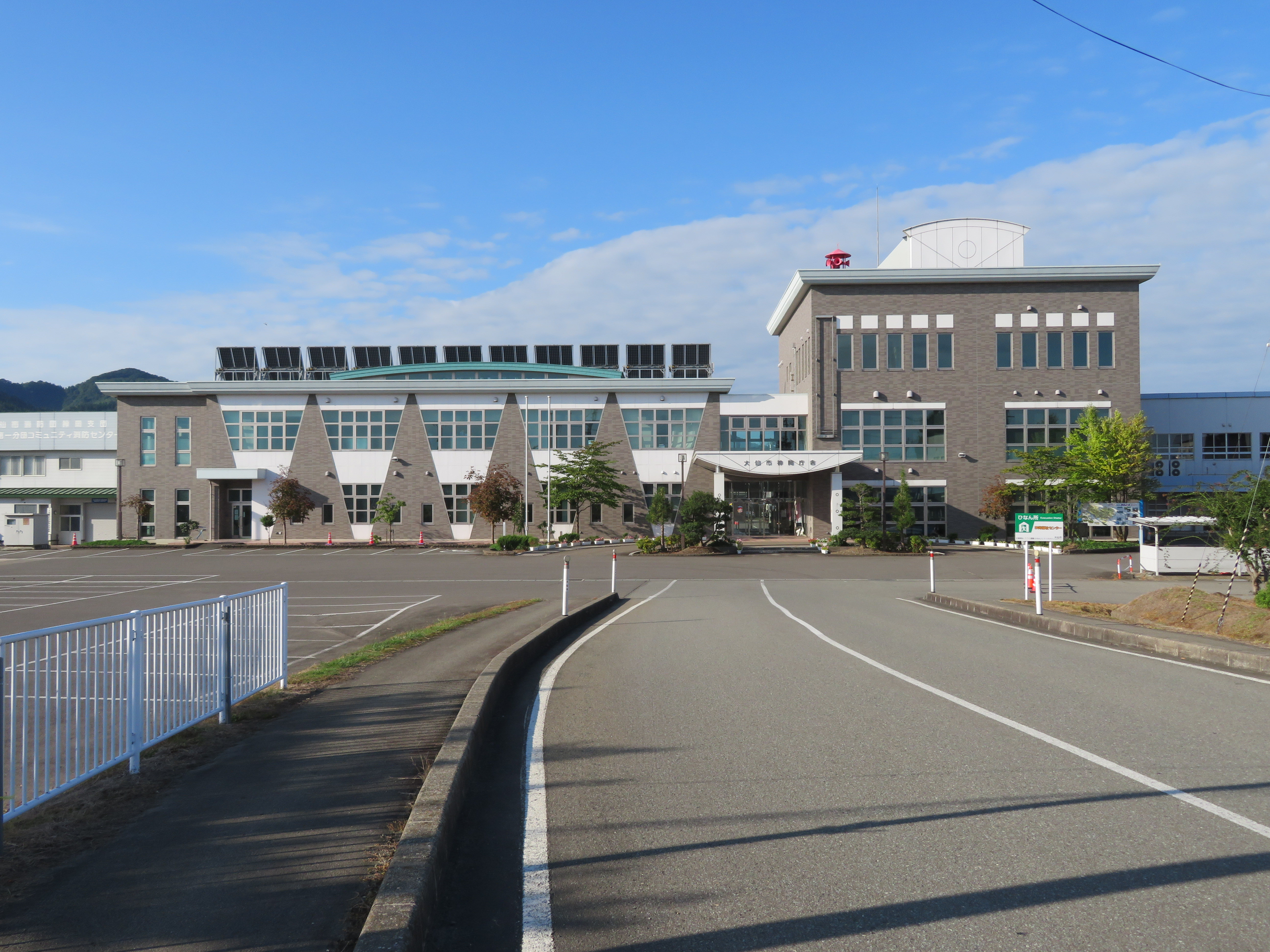
神岡支所（旧神岡町役場）
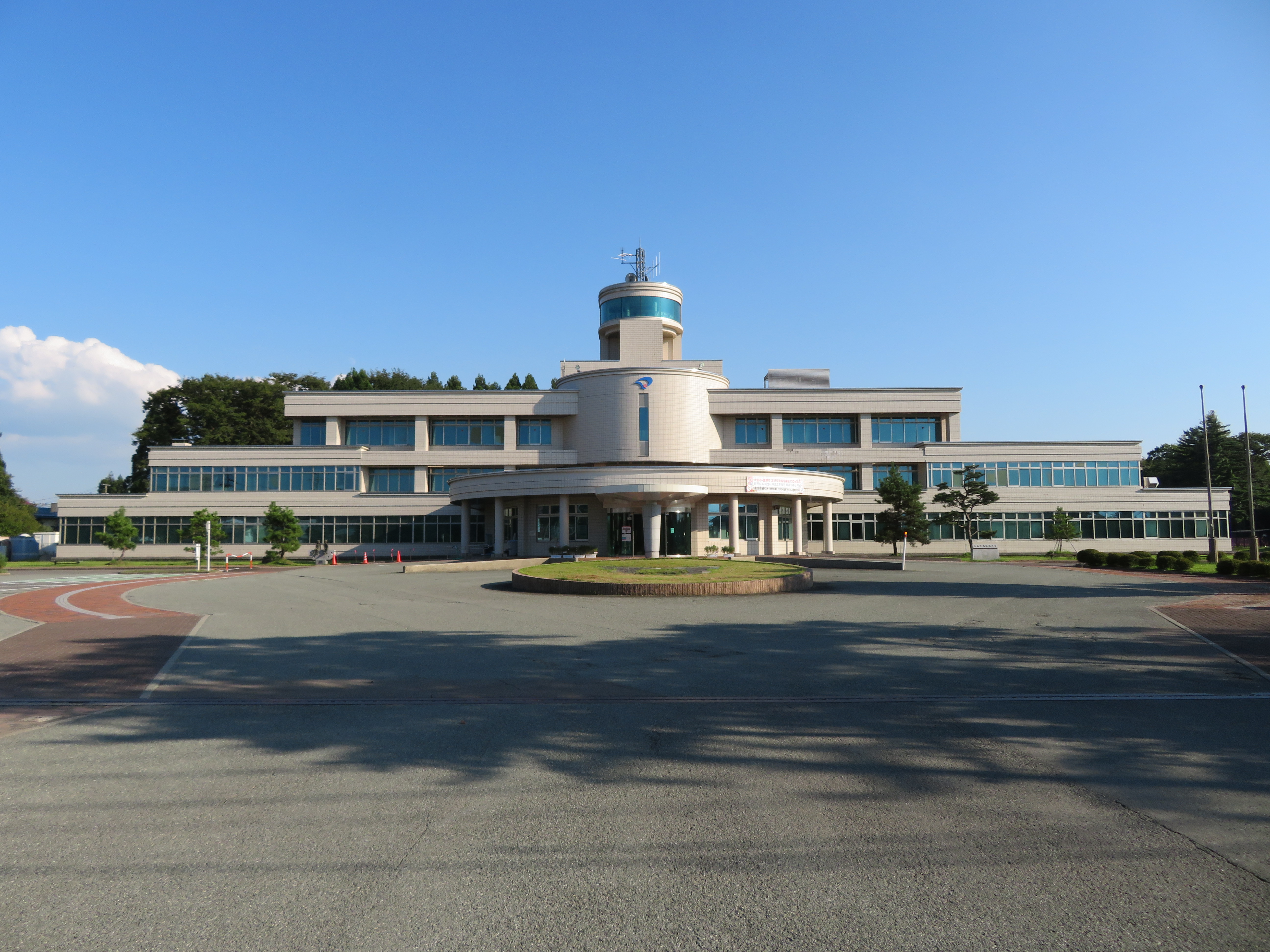
西仙北支所（旧西仙北町役場）
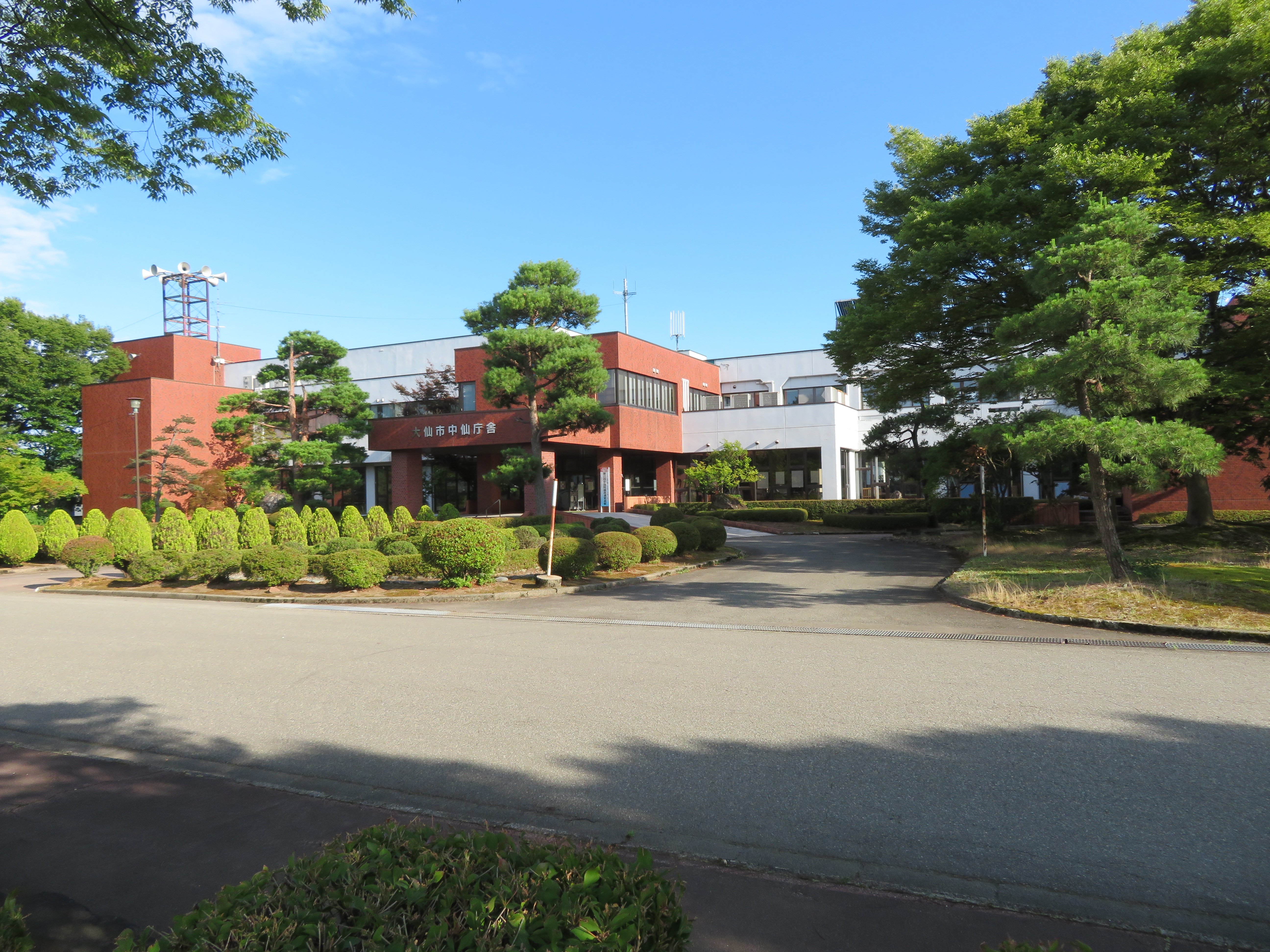
中仙支所（旧中仙町役場）
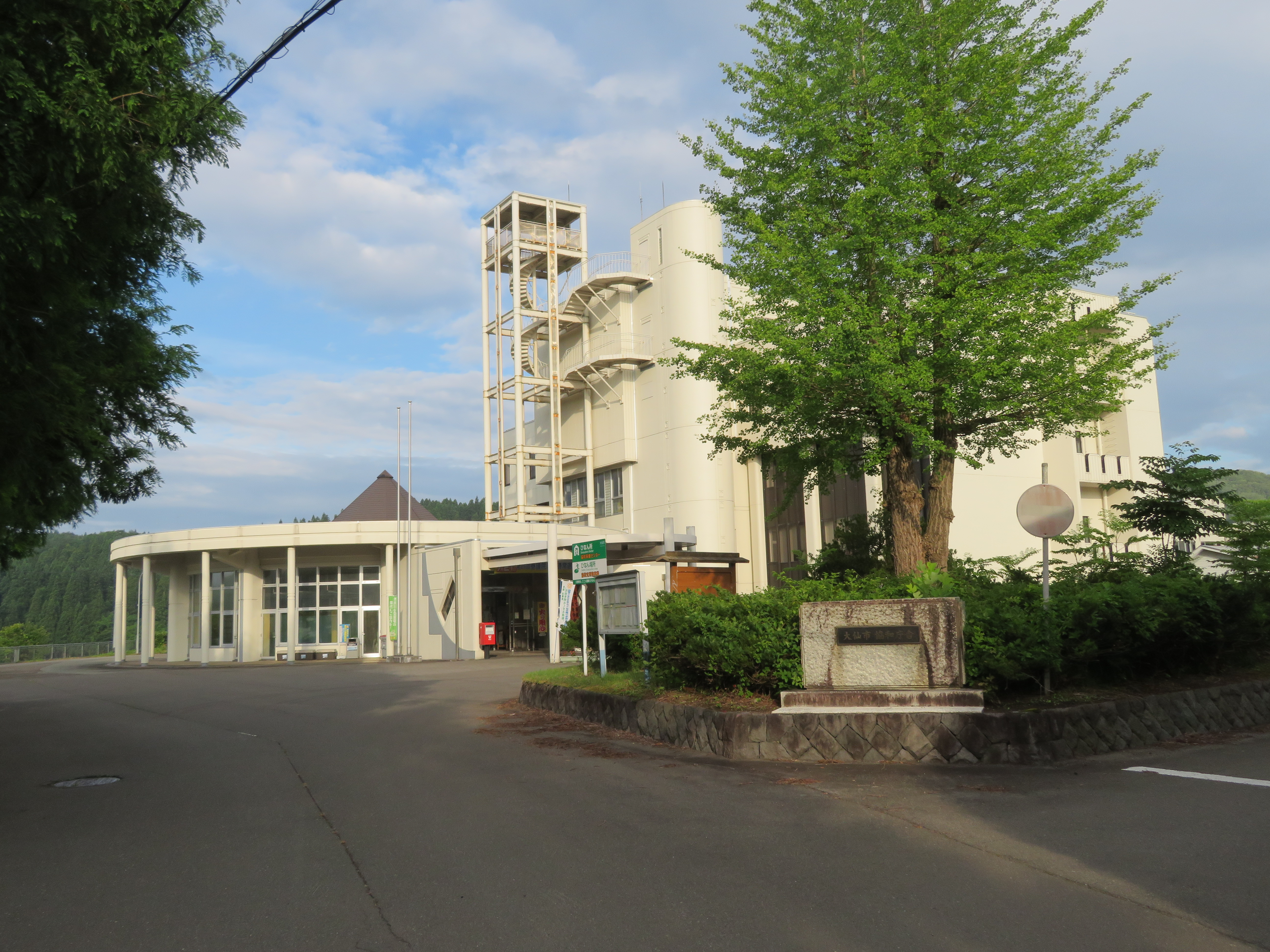
協和支所（旧協和町役場）
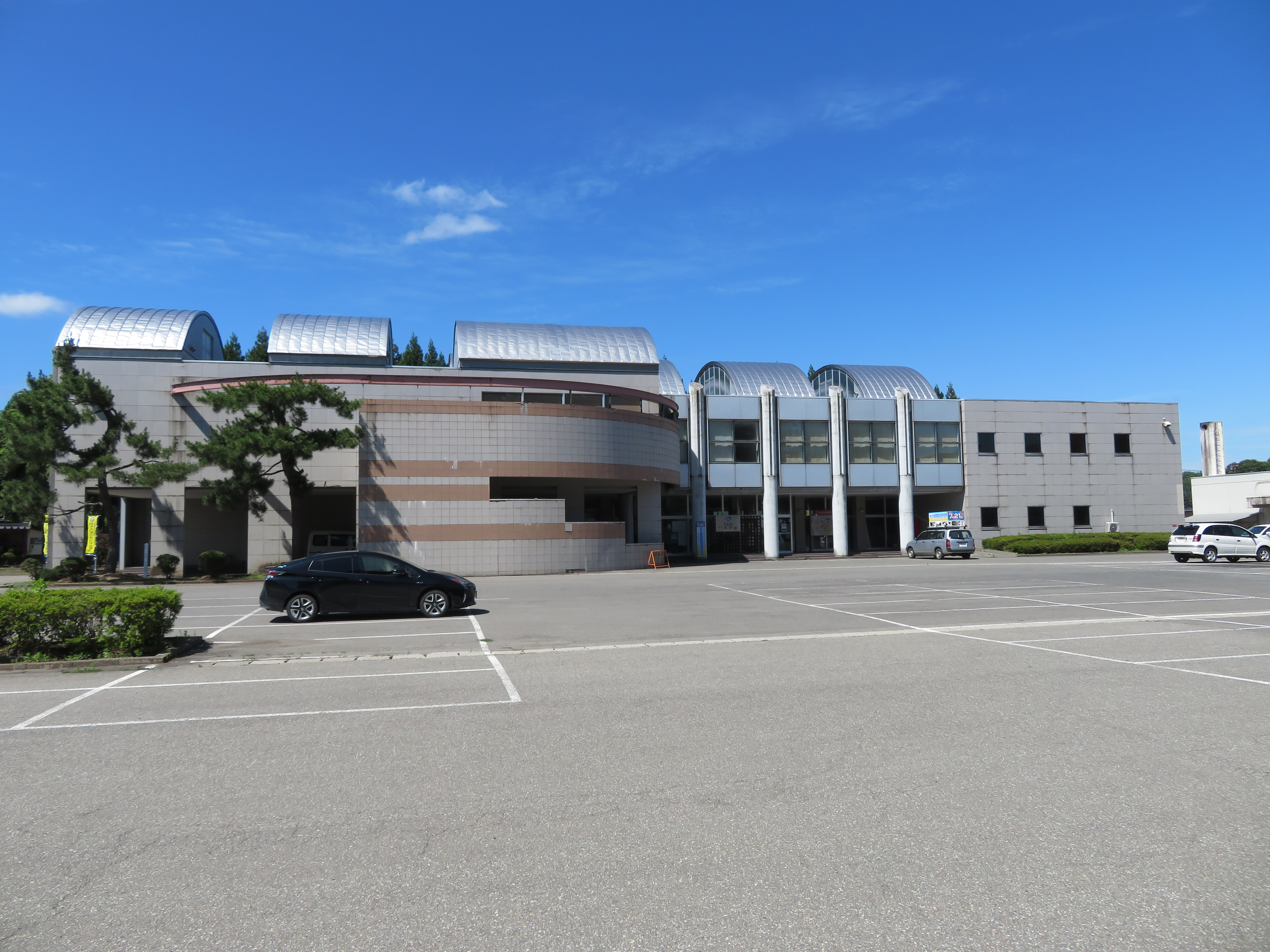
南外支所（旧南外村役場）
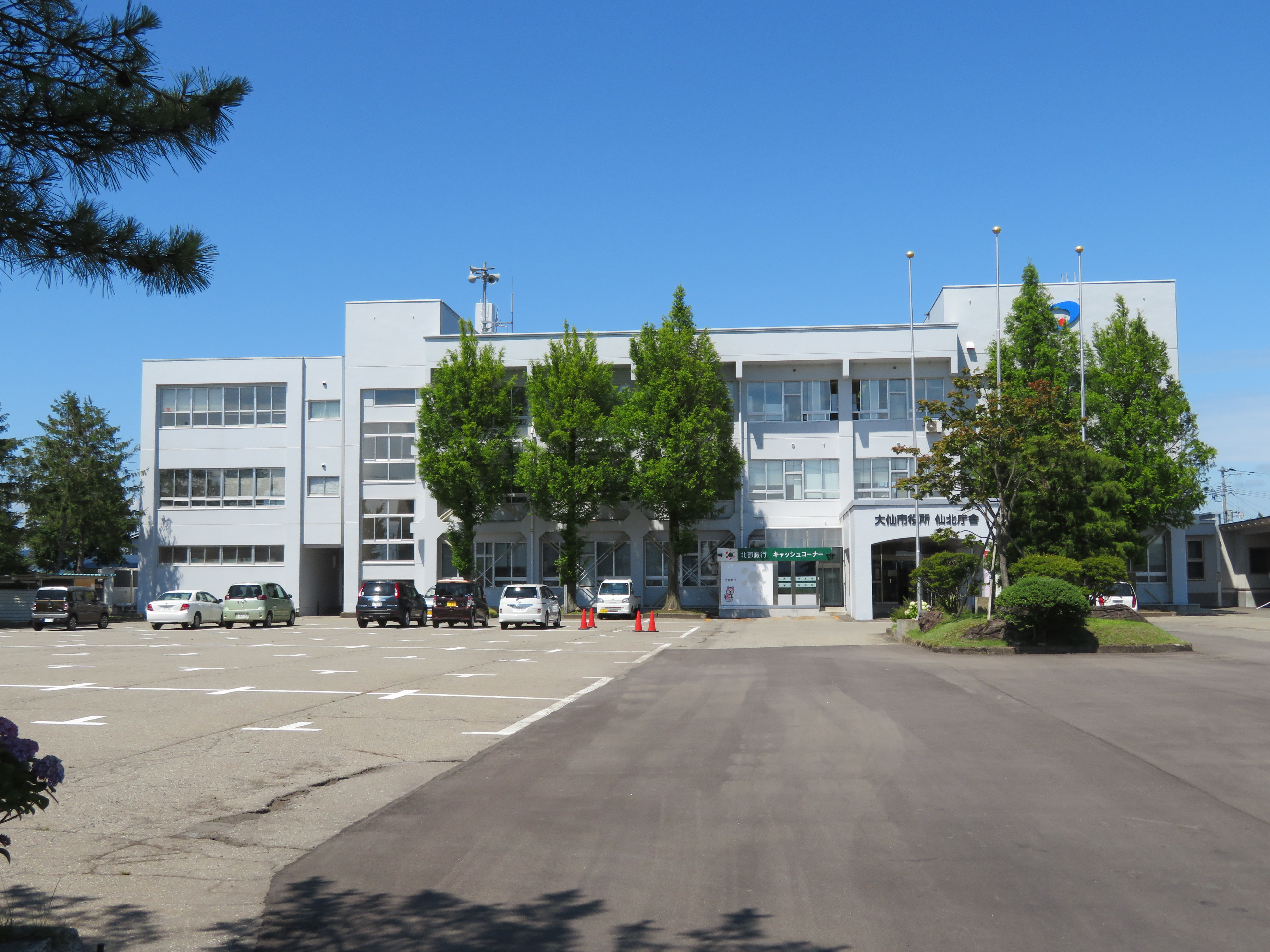
仙北支所（旧仙北町役場）
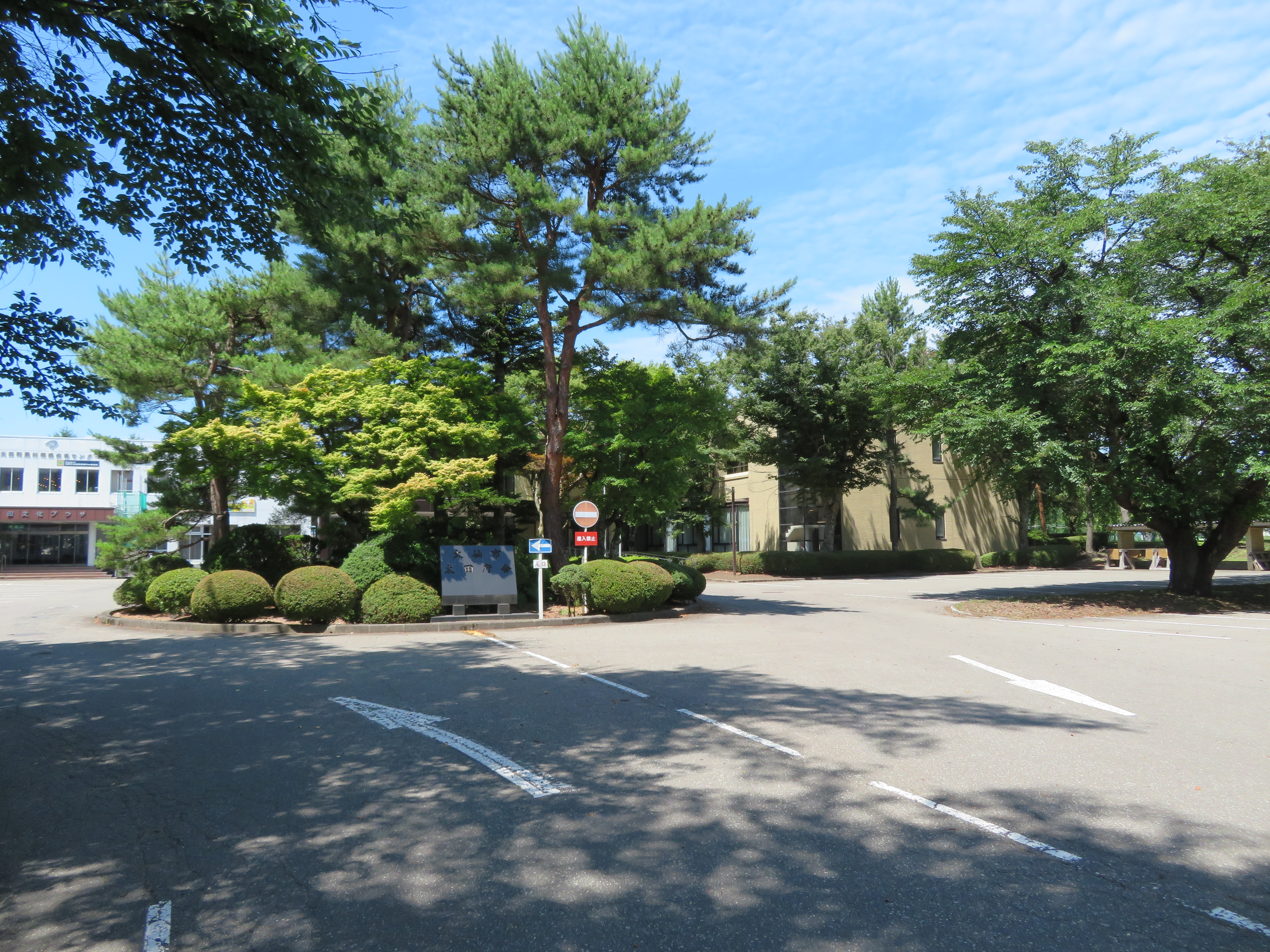
太田支所（旧太田町役場）

### 不祥事
市の指針に反する職員による喫煙
2023年2月、市の受動喫煙防止対策に違反し、市の施設内で職員が喫煙していると外部から指摘があり、市が全職員に対して聞き取り調査を行ったところ、125人の職員が市の方針に反し喫煙を行っていたと3月15日に開かれた記者会見にて発表した。喫煙は市役所の各庁舎、給食センター、公民館などで行われており、喫煙をしていた次長・課長級の職員31名を訓告、その他の該当職員を厳重注意処分とし、管理監督責任をとり、市長をはじめとする管理職の職員に対しても、減給の処分がなされることになった。

### 警察
大仙警察署が大仙市内全域を管轄する。また、以下の交番等を設置している。
- 秋田県警察大仙警察署

- 協和交番

- 刈和野交番

- 大曲駅前交番

### 消防・防災
大仙市内の消防業務は大曲仙北広域市町村圏組合消防本部が担当する。（管轄地域は大仙市・仙北市・美郷町で消防本部は大仙市に設置されている）なお中仙分署は角館消防署（仙北市）の分署となる。
また、消防団として、8つの支団から成る大仙市消防団が設置されている。
- 大曲仙北広域市町村圏組合消防本部
  - 消防本部：総務課・警防課・予防課・救急救助課・通信指令課
  - 大曲消防署
  - 大曲消防署：東分署
  - 大曲消防署：西分署
  - 大曲消防署：西仙北分署
  - 大曲消防署：協和分署
  - 角館消防署：中仙分署

- 大仙市消防団

- 大曲支団
- 神岡支団
- 西仙北支団

- 中仙支団
- 協和支団
- 南外支団

- 仙北支団
- 太田支団

### 清掃事業
合併以前は大曲市外九ヶ町村清掃事業組合が管理する大曲市外九ヶ町村清掃センターが事業を行っていたが、現在大仙市内のごみ処理は大仙美郷クリーンセンターで行っている（ただし中仙地域については別途参考されたい）。
- 大仙美郷環境事業組合 大仙美郷クリーンセンター

大仙市花館にある清掃工場。大仙市、美郷町及び県外のごみを処理する。

### 下水処理
大仙美郷クリーンセンターの隣に、県が管理する南部流域下水道事務所「大曲処理センター」がある。
- 南部流域下水道事務所大曲処理センター

大仙市花館にある下水処理場。大仙市のほか、仙北市と美郷町の処理区域内の下水を処理している。

### 県の行政機関
- 秋田県仙北地域振興局
  - 秋田県大仙保健所

### 国の行政機関
農林・水産
- 秋田農政事務所
  - 地域第四課
  - 大仙統計・情報センター

国土・交通
- 国土交通省東北地方整備局湯沢河川国道事務所
  - 大曲出張所
  - 大曲国道維持出張所

法務・検察
- 秋田地方法務局大曲支局
- 秋田刑務所大曲拘置支所
- 秋田地方検察庁大曲支部
  - 大曲区検察庁

厚生・労働
- 秋田労働局
  - 大曲労働基準監督署
  - 大曲公共職業安定所
- 大曲年金事務所

税務
- 仙台国税局大曲税務署

### 独立行政法人
- 国立研究開発法人農業・食品産業技術総合研究機構東北農業研究センター大仙研究拠点

## 議会

### 市議会
- 合併後の特例議員定数は145名と東京都議会よりも上回り、頻繁に全国マスコミに取り上げられた。これに対し議員数名が合理化をめざす合併の意義に反するとして辞任した。

### 県議会
- 選挙区：大仙市・仙北郡選挙区
- 定数：4名

| 議員名   | 会派名     | 備考             |
| -------- | ---------- | ---------------- |
| 加藤麻里 | 社会民主党 |                  |
| 原幸子   | 自由民主党 |                  |
| 渡部英治 | みらい     | 無所属           |
| 小山緑郎 | 自由民主党 | 元大仙市議会議員 |

### 衆議院
- 選挙区：秋田県第3区 （大仙市、横手市、由利本荘市、湯沢市、仙北市、にかほ市、仙北郡、雄勝郡）

| 議員名     | 党派名     | 当選回数 | 備考                 |
| ---------- | ---------- | -------- | -------------------- |
| 御法川信英 | 自由民主党 | 7        | 比例東北ブロック選出 |

## 司法
大曲地域には以下の通り、秋田地方裁判所および秋田家庭裁判所の支部、大曲簡易裁判所が設置されている。
- 秋田地方裁判所大曲支部
- 秋田家庭裁判所大曲支部
- 大曲簡易裁判所

## 経済
江戸時代の藩政時代に雄物川の流域である大曲地区、角間川地区、刈和野地区、そして北部から流れる玉川の流域である長野地区は舟運が栄えた。その面影は今も残っている。また、協和地域では久保田藩の指導で荒川鉱山や宮田又鉱山の開発が進められた。そして現在の大仙市域東部（仙北平野）では新田開発が行われ、田沢疏水等の開発が進められた。
明治から大正時代の近代になると鉄道が開通し沿線の地域は発展していった。特に大曲地区は大曲仙北地域の中心都市となり、今日の大仙市の中心部を形成している。昭和の初期に入ると田沢疏水が完成。今日の日本有数の穀倉地帯を形成するに至った。また荒川鉱山と宮田又鉱山は昭和初期に最盛期を迎えたが、荒川鉱山はその後の昭和10年代に（1940年）に閉山して、宮田又鉱山は1965年（昭和40年）に閉山した。
戦後期になると、大曲市となった大曲地区中心部には娯楽施設やデパートなどの商業施設が建設され、地域の中心的存在が強まっていった。また大仙市東部の仙北平野では土地改良が進み、穀倉地帯を形成し米の生産地となった。
しかし最近では人口減少や高齢化が表面化してきており、農業などの産業への影響が出始めている。

### 産業

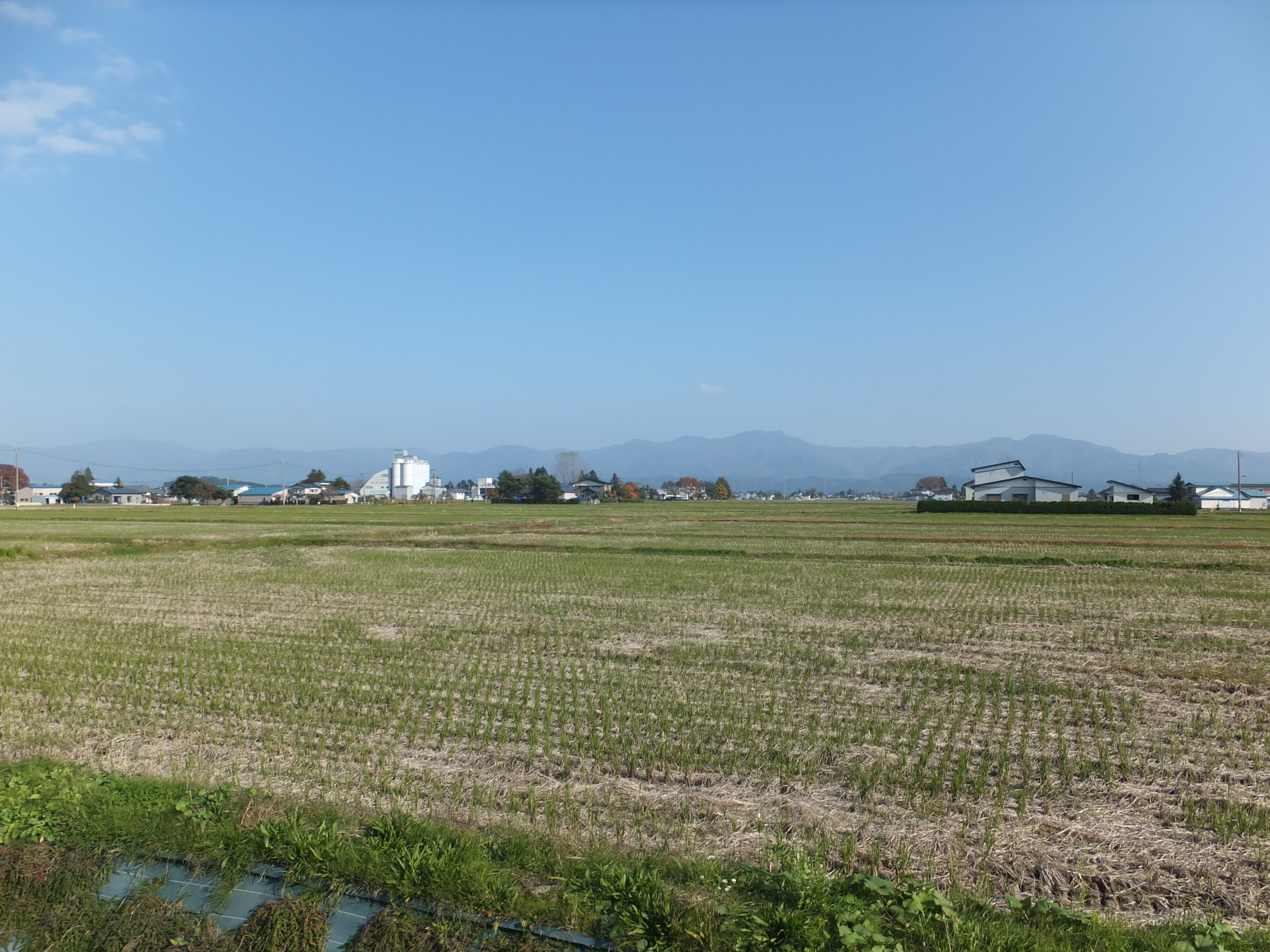
仙北平野の水田

今日の大仙市における産業は、以下のようになっている。
第一次産業
引き続き国内有数の穀倉地帯を形成しているものの、農業人口は年々減少している。稲作については減反政策や高齢化などにより、転作あるいは休耕田や放棄された土地が出始めている。
第二次産業
大仙市内には工業団地と呼ばれるものはないが、大仙市各地に中小規模の工場が建設されている。また、前述の通り荒川鉱山をはじめとする各鉱山は閉山している。
第三次産業
娯楽施設やデパート、宿泊施設などの商業施設が集中する大曲地区中心部に変化が見られる。映画館が閉館する一方で大曲厚生医療センター、ホテルルートインが建設されるなど、中心市街地再開発が進んでいる。また大曲バイパス周辺にイオンモール大曲等が進出している。

### 金融機関
- 秋田銀行（指定金融機関）
- 北都銀行
- 羽後信用金庫
- 東北労働金庫大曲支店
- 秋田おばこ農業協同組合（本店所在地）

### 企業
- タカヤナギ（川目、スーパーマーケット）
- 嶋田ハム（朝日町、ハム製造）
- 東北醤油（神宮寺、しょうゆ醸造）
- カネトク（大曲浜町、酒販店）
- 秋田今野商店（刈和野、種麹菌の製造）
- 奥田酒造店[12]（協和境、清酒「千代緑」）
- 鈴木酒造店（長野、清酒「秀よし」）
- 秋田清酒（神宮寺、清酒「刈穂」）
- 福乃友酒造（神宮寺、清酒「福乃友」）
- 出羽鶴酒造（南楢岡、清酒「出羽鶴」）
- 三共光学工業株式会社（光学機器用レンズ製作）
  - 太田工場
  - 仙北工場

## 郵便

### 集配局
- 大曲郵便局
- 外小友郵便局
- 協和郵便局
- 太田郵便局
- 羽後豊川郵便局
- 南楢岡郵便局
- 神宮寺郵便局
- 刈和野郵便局
- 中仙郵便局

### 無集配郵便局
- 大曲栄町郵便局
- 大曲駅前郵便局
- 大曲田町郵便局
- 角間川郵便局
- 内小友郵便局
- 花館郵便局
- 四ツ屋郵便局
- 羽後船岡郵便局
- 大沢郷郵便局
- 仙北横堀郵便局

- 高梨郵便局
- 北楢岡郵便局
- 峰吉川郵便局
- 淀川郵便局
- 羽後荒川郵便局
- 強首郵便局
- 豊岡郵便局
- 羽後清水郵便局
- 長信田郵便局
- 土川郵便局

### 簡易郵便局
- 大曲上大町簡易郵便局
- 高畑簡易郵便局
- 大曲戸蒔簡易郵便局
- 大曲川目簡易郵便局
- 藤木簡易郵便局
- 国見簡易郵便局
- 神宮寺駅向簡易郵便局
- 落合簡易郵便局

- 北野目簡易郵便局
- 寺館簡易郵便局
- 強首温泉簡易郵便局
- 一ノ渡簡易郵便局
- 峰吉川駅前簡易郵便局
- 小種簡易郵便局
- 中淀川簡易郵便局
- 大川西根簡易郵便局

## 地域

### 人口
| |                                        |  |
| 大仙市と全国の年齢別人口分布（2005年） | 大仙市の年齢・男女別人口分布（2005年） |  |
| ■紫色 ― 大仙市 ■緑色 ― 日本全国 | ■青色 ― 男性 ■赤色 ― 女性              |  |
| 大仙市（に相当する地域）の人口の推移 \| 1970年（昭和45年） \| 108,378人 \| \| \| 1975年（昭和50年） \| 105,444人 \| \| \| 1980年（昭和55年） \| 106,428人 \| \| \| 1985年（昭和60年） \| 105,926人 \| \| \| 1990年（平成2年） \| 103,564人 \| \| \| 1995年（平成7年） \| 100,879人 \| \| \| 2000年（平成12年） \| 98,326人 \| \| \| 2005年（平成17年） \| 93,352人 \| \| \| 2010年（平成22年） \| 88,301人 \| \| \| 2015年（平成27年） \| 82,783人 \| \| \| 2020年（令和2年） \| 77,657人 \| \| |                                        |  |
| 総務省統計局 国勢調査より |                                        |  |
| 1970年（昭和45年） | 108,378人                              |  |
| 1975年（昭和50年） | 105,444人                              |  |
| 1980年（昭和55年） | 106,428人                              |  |
| 1985年（昭和60年） | 105,926人                              |  |
| 1990年（平成2年） | 103,564人                              |  |
| 1995年（平成7年） | 100,879人                              |  |
| 2000年（平成12年） | 98,326人                               |  |
| 2005年（平成17年） | 93,352人                               |  |
| 2010年（平成22年） | 88,301人                               |  |
| 2015年（平成27年） | 82,783人                               |  |
| 2020年（令和2年） | 77,657人                               |  |

### 地域自治区
大仙市は地方自治法第202条4第1項の規定に基づき、以下の8つの地域自治区を設置している。
- 大曲地域自治区
- 神岡地域自治区
- 西仙北地域自治区
- 中仙地域自治区

- 協和地域自治区
- 南外地域自治区
- 仙北地域自治区
- 太田地域自治区

### 主な医療機関
- 秋田県立リハビリテーション・精神医療センター
- 秋田県精神保健福祉センター
- 大仙市立大曲病院
- JA秋田厚生連 大曲厚生医療センター（災害拠点病院、がん診療連携拠点病院、休日夜間急患センター）
- 社会医療法人明和会 大曲中通病院 （休日夜間急患センター）
- 医療法人 花園病院
- 医療法人 協和病院

### 教育

#### 高等学校
- 秋田県立大曲高等学校
- 秋田県立大曲農業高等学校
- 秋田県立西仙北高等学校

- 秋田県立大曲工業高等学校
- 秋田県立大曲農業高等学校太田分校
- 秋田修英高等学校

#### 中学校
- 大仙市立大曲中学校
- 大仙市立大曲西中学校
- 大仙市立大曲南中学校
- 大仙市立平和中学校

- 大仙市立西仙北中学校
- 大仙市立仙北中学校
- 大仙市立中仙中学校

- 大仙市立協和中学校
- 大仙市立太田中学校
- 大仙市立南外中学校

#### 小学校
- 大仙市立大曲小学校
- 大仙市立東大曲小学校
- 大仙市立花館小学校
- 大仙市立内小友小学校
- 大仙市立大川西根小学校

- 大仙市立藤木小学校
- 大仙市立四ツ屋小学校
- 大仙市立角間川小学校
- 大仙市立神岡小学校
- 大仙市立西仙北小学校

- 大仙市立協和小学校
- 大仙市立清水小学校
- 大仙市立豊成小学校
- 大仙市立中仙小学校
- 大仙市立太田東小学校

- 大仙市立太田南小学校
- 大仙市立太田北小学校
- 大仙市立南外小学校
- 大仙市立高梨小学校
- 大仙市立横堀小学校

#### 特別支援学校
- 秋田県立大曲支援学校

#### その他
- 秋田県立大曲技術専門校

#### 幼稚園
- 大曲南幼稚園
- 大曲北幼稚園

- 中仙幼稚園
- 南外幼稚園

- みどり幼稚園
- かみおか幼稚園

- おおた幼稚園

#### 保育所・保育園
- 角間川保育園
- 内小友保育園
- 大川西根保育園
- 藤木保育園
- 四ツ屋保育園
- 大曲乳児保育園

- 大曲東保育園
- 大曲南保育園
- 大曲中央保育園
- はなだて保育園
- 大曲北保育園
- どれみ保育園

- 日の出ベビー保育園
- 神岡保育園
- 刈和野保育園
- みつば保育園
- 中仙西保育園
- 中仙東保育園

- 協和保育園
- 船岡保育園
- 淀川保育園
- 南外保育園
- 仙北南保育園
- おおた保育園

- 大仙市立高畑保育園
- 大仙市立土川保育園

## 交通
大曲や刈和野、協和境などの地区は、古くからこの地域の交通の要衝であった。
出羽国を縦断する羽州街道（現：国道13号）を基軸に、四ツ屋・長野を経て角館城へ向かう角館街道（現・国道105号）、角間川を通り県南へ通じる沼館街道、さらには刈和野街道など、県南各地を結ぶ街道が交差していた。
近代に入り鉄道が整備されると、奥羽本線と生保内線（現：田沢湖線）、秋田と盛岡・仙台・東京を結ぶ秋田新幹線が開業している。

### 鉄道
東日本旅客鉄道（JR東日本）
- 奥羽本線

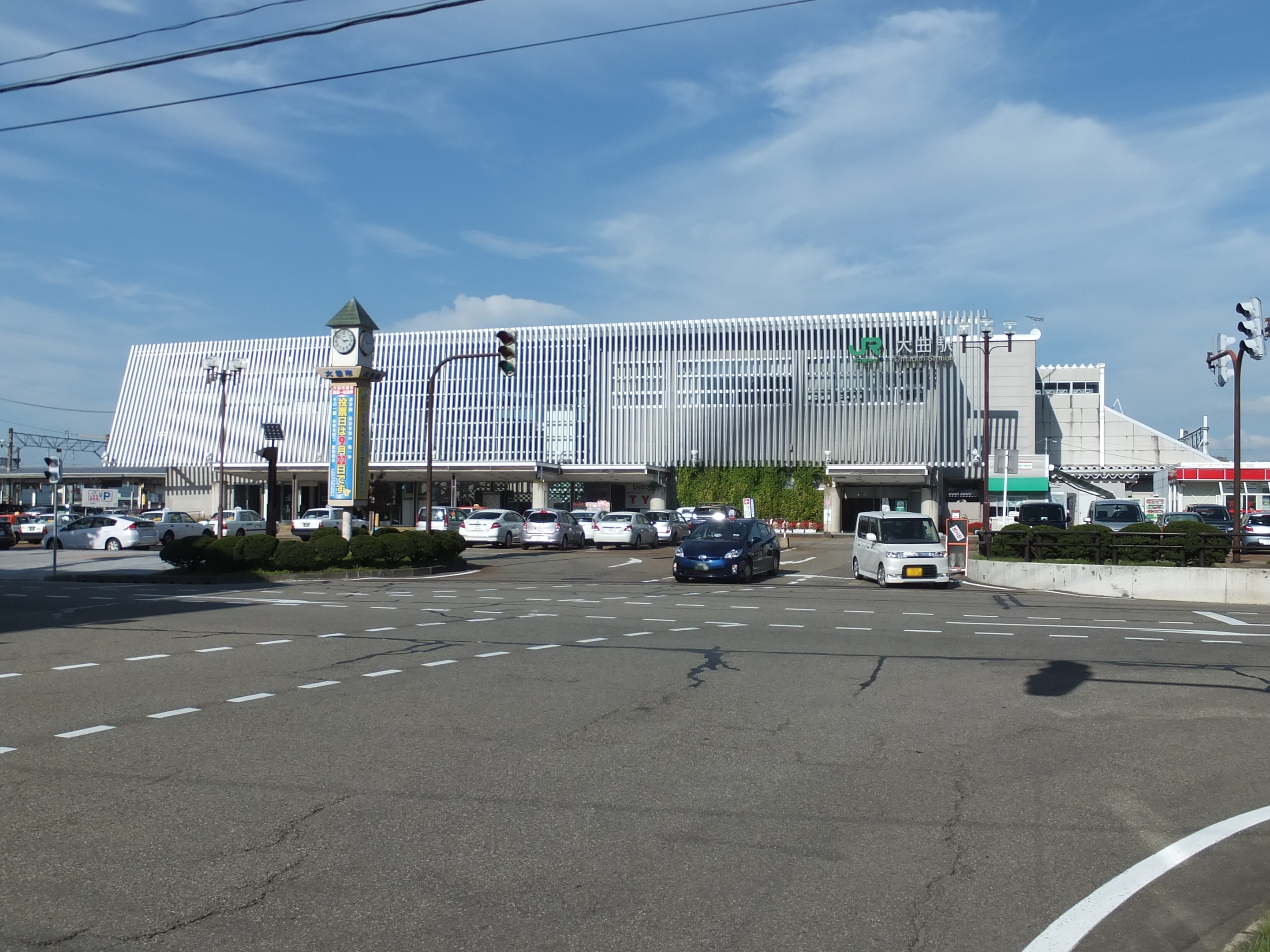
大曲駅

  - 大曲駅 - 神宮寺駅 - 刈和野駅 - 峰吉川駅 - 羽後境駅
- 田沢湖線
  - 大曲駅 - 北大曲駅 - 羽後四ツ屋駅- 鑓見内駅 - 羽後長野駅 - 鶯野駅

このうち大曲駅は秋田新幹線の停車駅である。

### バス
- 羽後交通
  - 大曲バスターミナル
  - 大曲営業所
  - 境営業所
- コミュニティバス
  - 大仙市循環バス - 羽後交通に運行委託。
  - 大仙市コミュニティバス - 羽後交通と共同運行。

### 道路
太田地域で岩手県和賀郡西和賀町と接しているが、大仙市内に車で県境を越えられる道路は存在しない。

#### 高速自動車国道
秋田自動車道は市の西部の丘陵地帯を南北に縦断する。市内には協和、西仙北、大曲の3つのインターチェンジが存在する。2006年には本荘大曲道路の一部である大曲西道路が開通し、大曲ICと国道13号大曲バイパスが結ばれた。
- E46 秋田自動車道
  - (4) 大曲IC - (4-1) 西仙北SA/SIC - (5) 協和IC

#### 一般国道
国道13号が市のほぼ中央を南北に縦断し、また国道105号が市中南部の花館地区で、国道341号と国道46号が市北西部の協和上淀川地区で国道13号とそれぞれ交差し、市を東西に横断する。
- 国道13号
  - 道の駅かみおか
- 国道46号
  - 道の駅協和
- 国道105号
  - 大曲西道路：伊岡IC - 山根IC - 飯田IC - 和合IC
  - 道の駅なかせん
- 国道341号

#### 県道
市内を走る主要地方道は、秋田県道28号秋田岩見船岡線および起終点がほかの市町にある秋田県道10号本荘西仙北角館線と秋田県道11号角館六郷線を除いて、すべてが大曲地域もしくは神岡地域または仙北地域を起終点としている。また、県道10号、県道11号、県道28号を含めたすべての主要地方道が、国道13号、国道46号、国道105号のいずれかと市内で接続・交差している。
主要地方道
- 秋田県道10号本荘西仙北角館線
- 秋田県道11号角館六郷線
- 秋田県道12号花巻大曲線
- 秋田県道13号湯沢雄物川大曲線
- 秋田県道28号秋田岩見船岡線

- 秋田県道30号神岡南外東由利線
- 秋田県道36号大曲大森羽後線
- 秋田県道50号大曲田沢湖線
- 秋田県道67号四ツ屋神岡線
- 秋田県道71号大曲横手線

一般県道
- 秋田県道113号淀川北野目線
- 秋田県道116号川西六郷線
- 秋田県道149号土淵杉山田線
- 秋田県道176号羽後境停車場線
- 秋田県道178号刈和野停車場線
- 秋田県道179号神宮寺停車場線
- 秋田県道244号強首峰吉川線
- 秋田県道252号水沢西仙北線
- 秋田県道253号角館長野線
- 秋田県道254号土川神岡線

- 秋田県道256号土川中仙線
- 秋田県道258号白岩角館線
- 秋田県道259号長信田羽後長野停車場線
- 秋田県道261号国見大曲線
- 秋田県道265号湯の又前田線
- 秋田県道305号千畑大曲線
- 秋田県道306号豊岡長野線
- 秋田県道315号西仙北南外線
- 秋田県道316号唐松宇津野線
- 秋田県道319号雄和協和線

## 姉妹都市等

### 国内
- 神奈川県座間市 - 友好交流都市（旧中仙町と交流、「災害時における相互応援協定」から発展）
- 宮崎県宮崎市 - 有縁交流提携（旧協和町と旧佐土原町が戊辰戦争における歴史的背景から交流）

### 海外
- 韓国 唐津市（たんじんし） - 友好交流関係（同市で行われる「機池市の綱引き」を通じて旧西仙北町との交流から発展）
- ドイツ  バーデン＝ヴュルテンベルク州テットナング（ドイツ語版）市 - 解消状態（旧大曲市と姉妹都市）

## 名所・旧跡・祭事・イベント

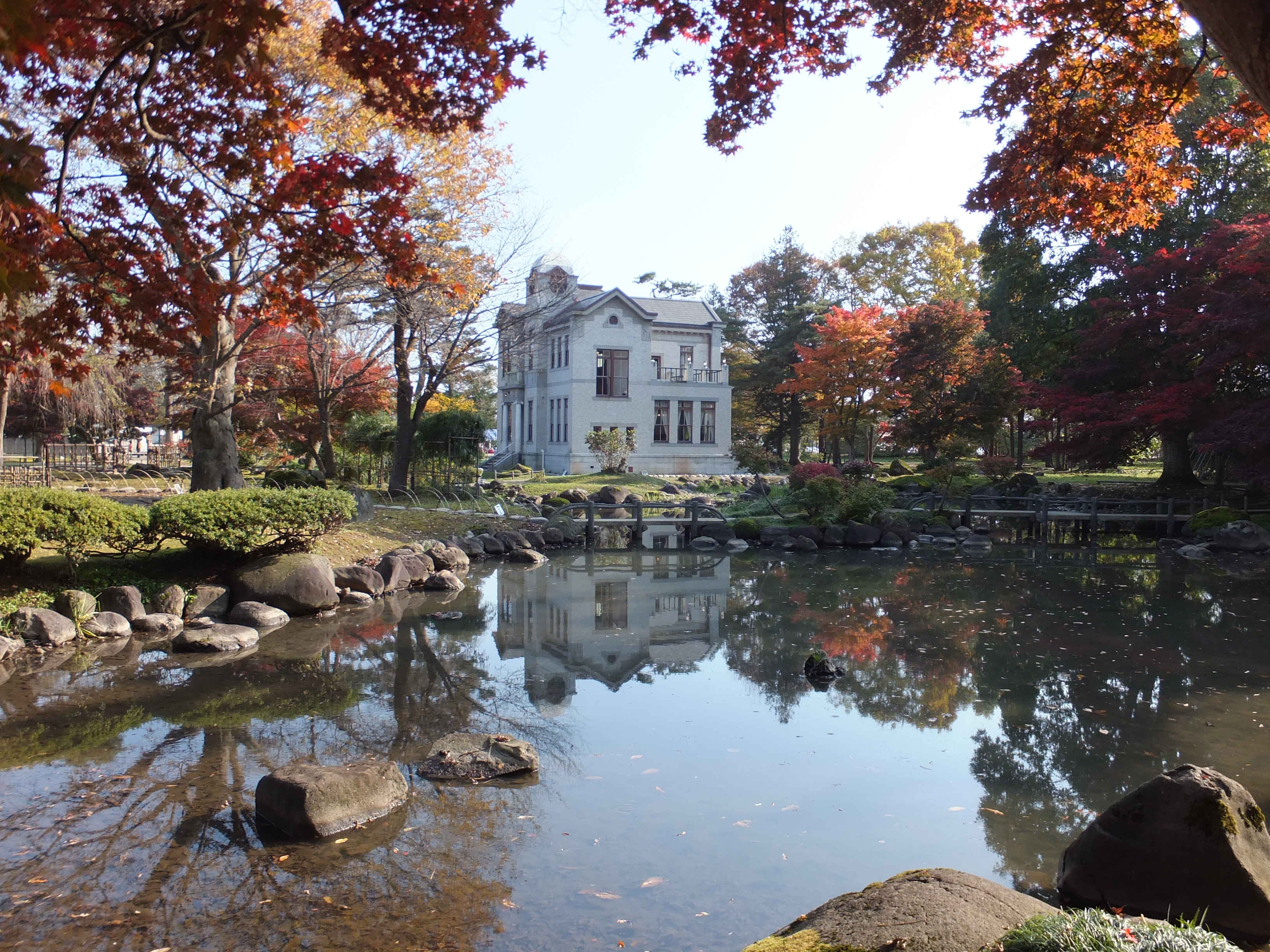
旧池田氏庭園

### 名所
- 旧池田氏庭園（仙北地域、国の名勝）
- 古四王神社本殿（大曲地域、国の重要文化財）
- 唐松神社（協和地域、物部氏、薪能、奥殿が県指定有形文化財）
- 水神社（中仙地域）

国宝の線刻千手観音等鏡像を所有
- 強首樅蜂苑（旧小山田家住宅）（西仙北地域、国の登録有形文化財）
- 秋田県立農業科学館曲屋（旧伊藤家住宅）（大曲地域、国の登録有形文化財）
- 奥田酒造店店舗兼主屋（協和地域、国の登録有形文化財）

### 旧跡・史跡・城址

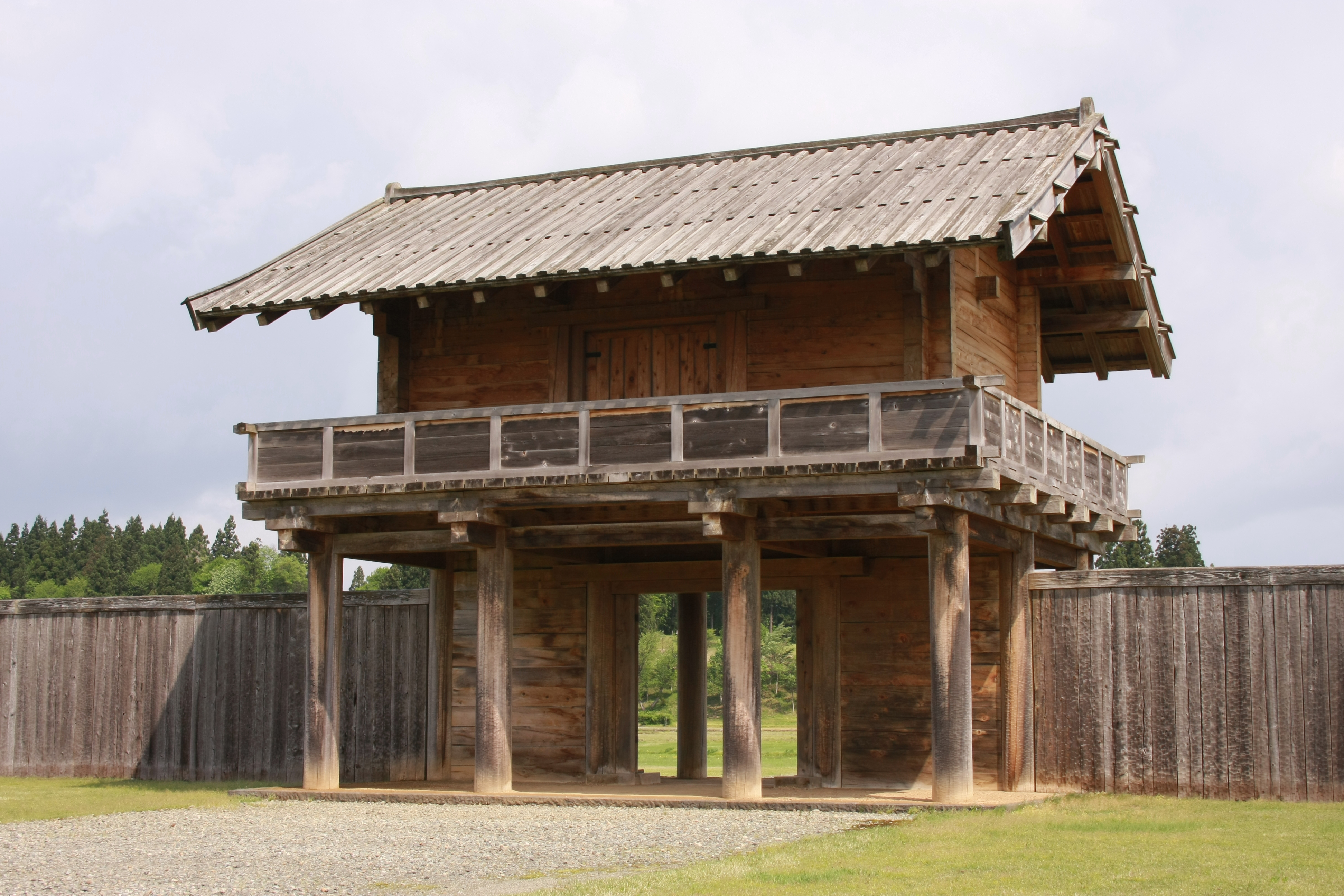
払田柵跡（復元外柵南門）

- 払田柵跡（仙北地域、国の史跡）
- 米ケ森遺跡（協和地域、旧石器時代の遺跡）
- 十六沢城跡（中仙地域）
- 八乙女城跡（中仙地域）
- 楢岡城跡（南外地域）
- 松山城跡（大曲地域、現・姫神公園）
- 石造五重塔（大曲地域、県指定有形文化財）
- 四十二館跡（大曲地域、県指定史跡）

### 祭事

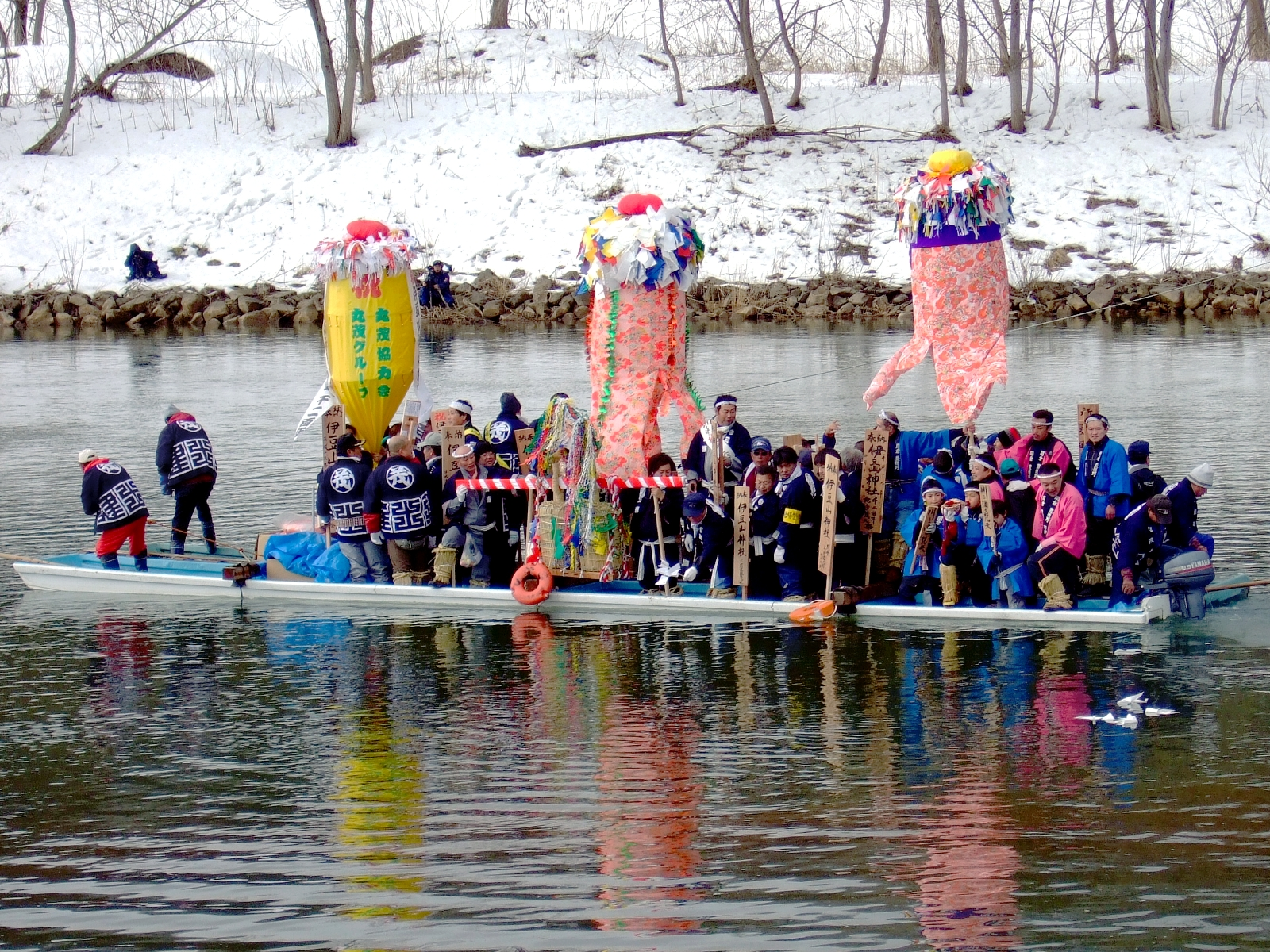
川を渡る梵天

- 刈和野の大綱引き（2月10日・西仙北地域、国の重要無形民俗文化財）
- 川を渡る梵天（2月11日・花館地区、伊豆山神社）
- 鳥子舞（2月15日・大曲地区、諏訪神社）
- 大曲の綱引き（2月15日・大曲地区、県指定無形民俗文化財）
- 太田の火まつり（2月第4土曜日・太田地域）
- 嶽六所神社奉納梵天（3月第3日曜日・神岡地域）
- 鹿島流し（6月下旬・大曲地区、花館地区）
- 淑沢番楽（8月16日・西仙北地域）
- 長野ささら（中仙地域、県指定無形民俗文化財）
- 東長野ささら（中仙地域、県指定無形民俗文化財）
- 国見ささら（太田地域、県指定無形民俗文化財）

### イベント
- 全国花火競技大会（大曲の花火）

（毎年8月最終土曜日・大曲地域）
- 新作花火コレクション（3月・大曲地域）
- 八乙女公園さくらまつり（4月下旬 - 5月上旬・中仙地域）
- 秋田おばこ節全国大会（6月第2日曜日・大曲地域）
- 全県550歳野球大会（8月・南外地域）
- ドンパンまつり（8月16日・中仙地域）
- 「秋田おはら節」全国大会（9月第1土曜日・太田地域）
- 全県500歳野球大会（9月・神岡地域）
- 全国ジャンボうさぎフェスティバル（10月第3土日曜日・中仙地域）

### 特産品・名産品
- 楢岡焼（南外地域）
- 三杯もち（大曲地域）
- 清酒
  - 八重洲（大曲地域）
  - 秋田富士（大曲地域）
  - 金紋秋田（大曲地域）
  - 刈穂（神岡地域）
  - 出羽鶴（南外地域）
  - 福乃友（神岡地域）
  - 秀よし（中仙地域）
  - 千代緑（協和地域）

### 美術
- 絹本著色当麻曼荼羅図（角間川地区・浄蓮寺所蔵、国の重要文化財）

### 民俗
- 秋田南外の仕事着（南外地域、国の登録有形民俗文化財）

### 軍事遺跡
- 強首陸軍演習場跡（西仙北地域）

## 公共施設

### 市民会館・公民館・生涯学習施設
- 大仙市大曲市民会館・大曲中央公民館
- 大仙市中仙市民会館 Don-Pal（中仙公民館 - 長野分館、清水分館、豊川分館、豊岡分館、鴬野分館、鑓見内分館）
- 大仙市協和市民センター 和ピア（協和公民館 - 荒川分館、峰吉川分館、船岡分館、淀川分館）
- 大仙市仙北ふれあい文化センター（仙北公民館）
- 花館公民館（大曲地域）
- 内小友公民館（大曲地域）
- 大川西根公民館（大曲地域）
- 藤木公民館（大曲地域）
- 四ツ屋公民館（大曲地域）
- 角間川公民館（大曲地域）
- 神岡中央公民館 嶽雄館 - 神清水分館、北楢岡公民館
- 大綱交流館、土川地区公民館、大沢郷地区公民館、強首地区公民館（西仙北地域）
- 南外公民館
- 太田公民館
- 大仙市大曲交流センター（大曲地域、旧：大曲仙北広域交流センター）
- サンクエスト大曲（大曲地域）
- はぴねす大仙（大曲地域）
- 大仙市勤労青少年ホーム（大曲地域）
- 大仙市女性センター（大曲地域）
- 大仙市産業展示館（大曲地域）
- 大仙市立図書館 - （大曲図書館、協和図書館、西仙北図書館、神岡図書館、仙北図書館、南外図書館、太田図書館、中仙図書館）
- 大仙市アーカイブズ - 東北地方で最初の市立の公文書館として2017年（平成29年）5月3日に開館した。

### 科学館・博物館
- 秋田県立農業科学館（内小友地区）
- 秋田県埋蔵文化財センター（仙北地域）
- 大仙市総合民俗資料交流館「くらしの歴史館」（協和地域、旧峰吉川小学校）※消防施設の故障や入館者の低迷を受けて、2019年3月末で閉館[13]。

### 郷土資料館・記念館
- 餅の館（仙北地域）
- 歴史民俗資料館（仙北地域）
- 南外民俗資料交流館（南外地域）
- 物部長穂記念館（協和地域）
- まほろば唐松『中世の館』（協和地域）
- 大盛館（民俗資料展示館）・（協和地域）
- 小山田家資料館（西仙北地域）
- 大綱展示場（西仙北地域）

## 観光スポット

### スキー場
- 大曲ファミリースキー場（内小友地区）
- 協和スキー場（協和地域）
- 大台スキー場（太田地域）

### 温泉・温泉施設
- 角間川温泉『角水』（大曲地域）
- 山の手温泉『山の手ホテル』（大曲地域）
- しあわせ温泉『花館バーデン』（大曲地域）
- 嶽の湯（神岡地域）
- 唐松温泉（協和地域）
- 協和温泉『四季の湯』（協和地域）
- 林業休養センター『美山荘』（協和地域）
- 西仙北ぬく湯温泉『ユメリア』（西仙北地域）
- 強首温泉郷（西仙北地域）

- 強首温泉樅峰苑（西仙北地域）
- 湯ノ神温泉『神湯館』（南外地域）
- 岩倉温泉『岩倉ホテル』（南外地域）
- 松木田温泉 南外『ふるさと館』（南外地域）
- 史跡の里交流プラザ『柵の湯』（仙北地域）
- 川口温泉 国民休養地『奥羽山荘』（太田地域）
- 中里温泉（太田地域）
- 鹿子温泉跡（太田地域）
- 八乙女温泉『さくら荘』（中仙地域）

## 自然公園・渓谷

### 自然公園
- 真木真昼県立自然公園
- 姫神公園（花館地区・新観光秋田30景）
- 余目公園（内小友地区）
- 笹倉公園（神岡地域）
- 八乙女公園（中仙地域）
- 十六沢城址緑地休養施設公園（中仙地域）
- 唐松岳自然公園（協和地域）
- 泉沢自然公園（協和地域）
- 大佐沢公園（西仙北地域・観光秋田30景、新観光秋田30景）
- ふれあいパーク（南外地域）

### 渓谷
- 真木渓谷（太田地域）
- 川口渓谷（太田地域）
- 大川前渓谷（協和地域）
- 白糸の滝（協和地域・観光秋田30景）

## マスメディア

### 放送局
- FMはなび(2015年8月開局。秋田県県南地域3局目のコミュニティFM局。大曲地域が主な放送区域となる)

## 著名な出身者

### 政治家・軍人
- 榊田清兵衛（元衆議院議員）
- 福原定吉（大曲町長、初代・大曲市の市長。金福。福原酒販）
- 栗林次美（前大仙市長、元県議、旧大曲市長）
- 進藤金日子（自由民主党参議院議員、総務大臣政務官）
- 寺田典城（前秋田県知事、旧横手市・元市長）
- 根本龍太郎（自由民主党元衆議院議員）
- 御法川信英（自由民主党衆議院議員）
- 後藤英次（海軍中将）
- 高田景次 (元秋田市長)

### 文化人
- 小西平蔵（伝助。号は平洲）
- 藤井帰一郎（教育者）
- 田口謙蔵（大曲町・町長）
- 三森英逸（郷土史家）
- 荒井献（新約聖書学者）
- 柿崎明人（物理学者）
- 菊池昇（工学者）
- 後藤宙外（作家）
- 宮越郷平（作家）
- 奥田ひとし（漫画家）
- 小池一夫（漫画原作者）
- 竹村洋平（漫画家）
- 男鹿和雄（アニメーション美術監督・挿絵画家）
- 佐藤和豊（編曲家・作曲家）
- 高群佐知子（将棋女流棋士）
- 花家圭太郎 （小説家）
- 鈴木裕樹（俳優。わらび座）
- なかのやひとし （歌手）

### 実業家
- 佐藤敬（実業家、北都銀行代表取締役頭取執行役員）
- 田口三昭（バンダイナムコホールディングス代表取締役社長・日本商品化権協会副理事長）

### 医者
- 長沢了仙（出羽国の医者）
- 工藤進英（医師）

### 芸能人
- 竹内幸輔（声優、元芸人 - あばれヌンチャク）
- 円山和子（演歌歌手）
- 柳葉敏郎（俳優） : 旧西仙北町出身。高校卒業後は東京で暮らしていたが、子育てもあって家族そろって帰郷した。
- 鳥居みゆき（芸人）：幼少の頃、埼玉県に引っ越した。

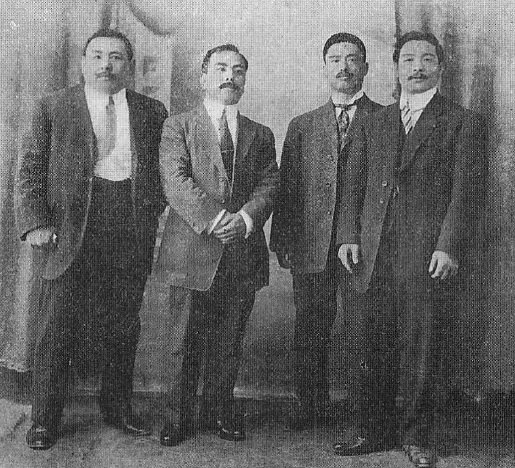
"キューバの四天王"とまで呼ばれた伊藤徳五郎（右から2人目）

- 佐藤幹朗（元中部日本放送アナウンサー）
- 佐藤修平（朝日放送テレビアナウンサー）
- 須田祐介（俳優・声優）
- 三遊亭遊里（落語家）

### スポーツ選手
- 両國勇治郎（大相撲力士：関脇）
- 後藤良（カポエイラ）
- 有坂直樹（競輪選手：KEIRINグランプリ06優勝者&06年賞金王）大仙市民賞第1号。
- 佐々木千紘 (バレーボール選手：ヴィクトリーナ姫路）
- 大友竜輔（サッカー選手）
- 高川定子（バスケットボール日本代表）
- 有明葵衣（元バスケットボール選手[14]）
- 田村彰啓（元プロ野球選手）
- 鈴木優花（陸上競技選手）

### その他
- 菊池和子（きくち体操の創始者）

### 架空の人物
- 野原ひろし（漫画・アニメクレヨンしんちゃんの登場人物・旧大曲市出身、ならびに実家も同市に存在と設定）
- 田中清（駒田中）（漫画・のたり松太郎の登場人物・刈和野出身と設定）

## ゆかりのある著名人
- 藤井玄淵（龍角散の創始者） - 大曲にも長く住んでいたとされる[15]
- 藤井玄信（龍角散製造者の息子） - 六郷東根出身
- 藤井正亭治（藤井玄淵の子孫） - 大曲と江戸とを行き来する生活であったという[16]
- 藤井得三郎（正亭治の長男） - 今の秋田県大曲の出身[17]で、族籍は東京府平民[18]。
- 栗林三郎（日本社会党元衆議院議員） - 北海道出身
- 黒澤明（映画監督） - 父が本市出身。
- ベリッシモ・フランチェスコ（料理研究家）- 母が本市出身。
- 御法川英文（元自由民主党衆議院議員、元秋田県議会議員・旧大曲市選挙区選出）旧田沢湖町（現・仙北市）出身
- 佐藤清美（バスケットボール指導者） - 妻（柳葉敏郎の実妹）が旧西仙北町出身
- 矢吹奈子（元HKT48） - 母が本市出身

## 関連作品
- わらび座・ミュージカル「龍角散Presents・ゴホン！といえば」（2022年、マキノノゾミ脚本・演出[19]）

## 指定金融機関
- 秋田銀行

## 地域新聞
- 秋田民報

## 市外局番
協和地域は018（秋田市などと同一MA）、それ以外が0187である（仙北郡美郷町（金沢地区をのぞく）と共通）。ただし、0187の地域のうち、中仙地域だけは仙北市と同一のMA（角館MA）となっており、中仙地域とそれ以外の地域の相互通話の場合は市外局番が必要である（大曲MAの市内局番は60〜89、角館MAの市内局番は30〜59である）。
協和地域の市内局番のうち、881の局番は秋田市下浜・河辺・雄和でも使用され、889、892、895、896の各局番は秋田市中心部でも使用され、893についてはひかり電話用局番として使用されている。894については、現時点では協和地域のみで使われている。